# آلفردو پیتو
آلفردو پیتو (به ایتالیایی: Alfredo Pitto) بازیکن فوتبال و اهل ایتالیا است که از سال ۱۹۲۸ میلادی عضو تیم ملی فوتبال ایتالیا بوده و در ۲۹ بازی ملی حضور داشته‌است. او در بازی‌های ملی‌اش ۲ گل به ثمر رساند.
آلفردو پیتو آخرین بازی ملی خود را در سال ۱۹۳۵ میلادی انجام داد.